# Territori Indígena de Salitre
El Territori Indígena de Salitre és un dels quatre territoris indígenes bribris de Costa Rica. Es localitza en el cantó de Buenos Aires, província de Puntarenas. Les seves principals comunitats són Olán, Sipar, Palmital, Río Azul, Yeri, Santa Candelaria, Salitre Centro, Puente i Alto Calderón. La seva extensió és d'11,700 hectàrees i la seva població és d'aproximadament 1.285 persones. Limita amb el també bribri Territori Indígena de Cabagra y el cabécar d'Ujarrás, amb el Parc Internacional Amistad, i amb l'empresa pinyera Pindeco. El seu representant és l'Associació de Desenvolupament Integral Indígena de Salitre.
Disputes per terres entre els pobladors indígenes i no indígenes ha portat a un violent enfrontament ètnic que no ha estat resolt. L'Associació de Desenvolupament juntament amb l'Església Luterana de Costa Rica van aconseguir guanyar una demanda interposada contra propietaris no indígenes de la zona que demostra la il·legalitat de la compra de terrenys indígenes, alguna cosa prohibit per la Llei Indígena de 1977.
.